# Château de Monceaux
Le château de Monceaux est situé sur la commune de Saint-Omer-en-Chaussée, dans le département de l'Oise en France.

## Historique
François Henry d'Hardivilliers, père d'Éléonore Jean d'Hardivilliers, fait construite l'actuel château en 1763.
Le monument fait l’objet d’un classement au titre des monuments historiques depuis le 18 mars 1970.

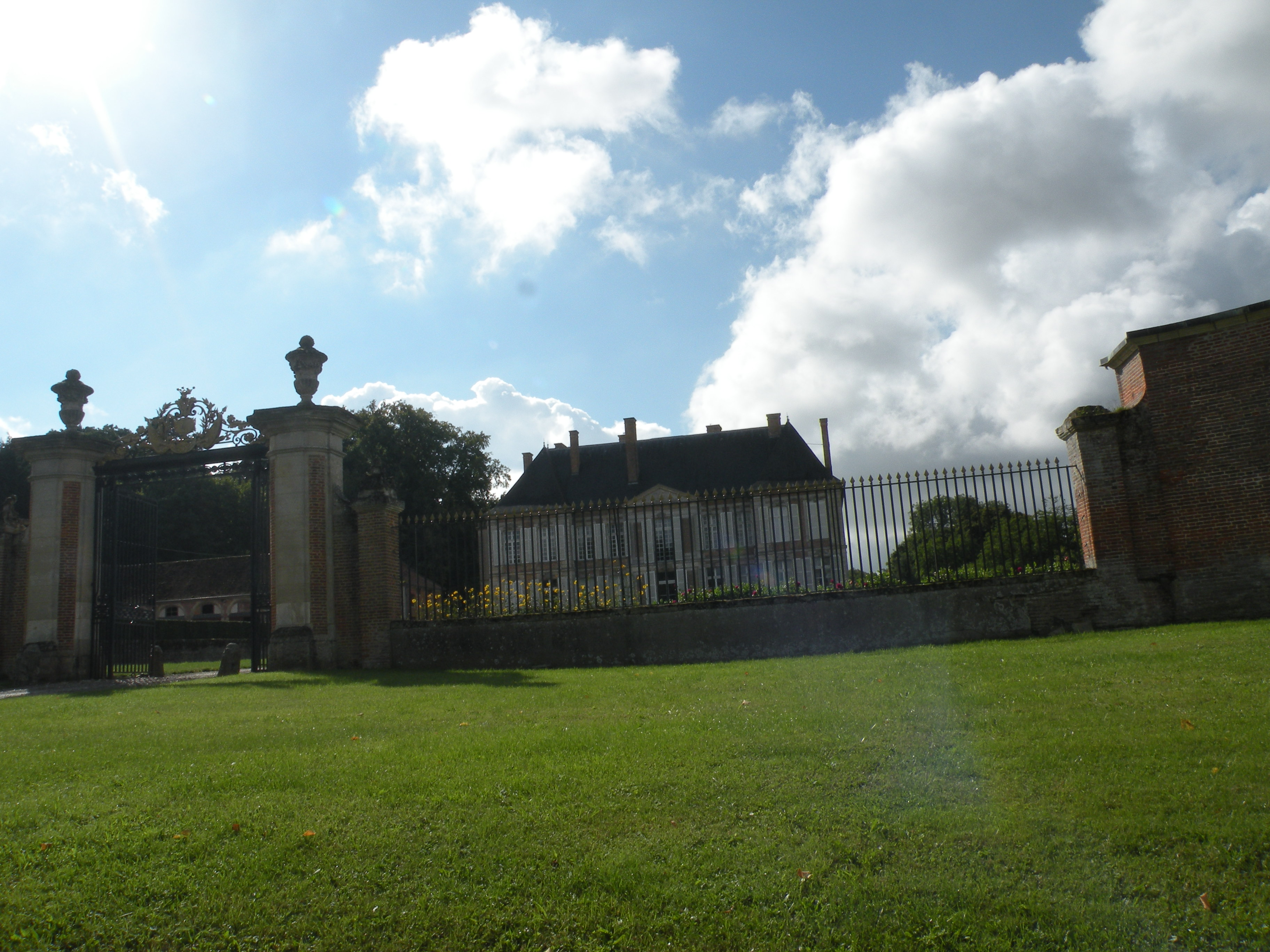
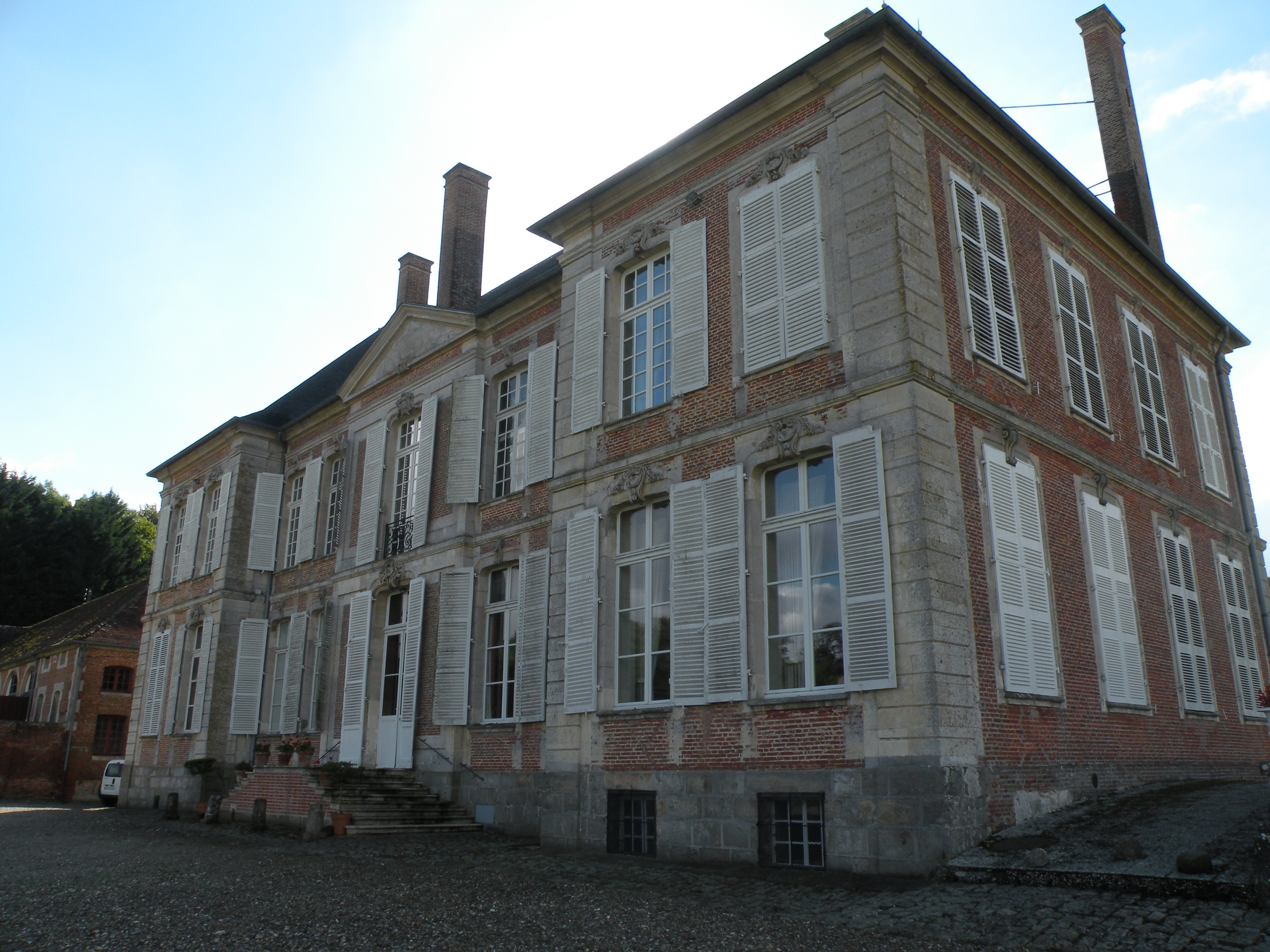
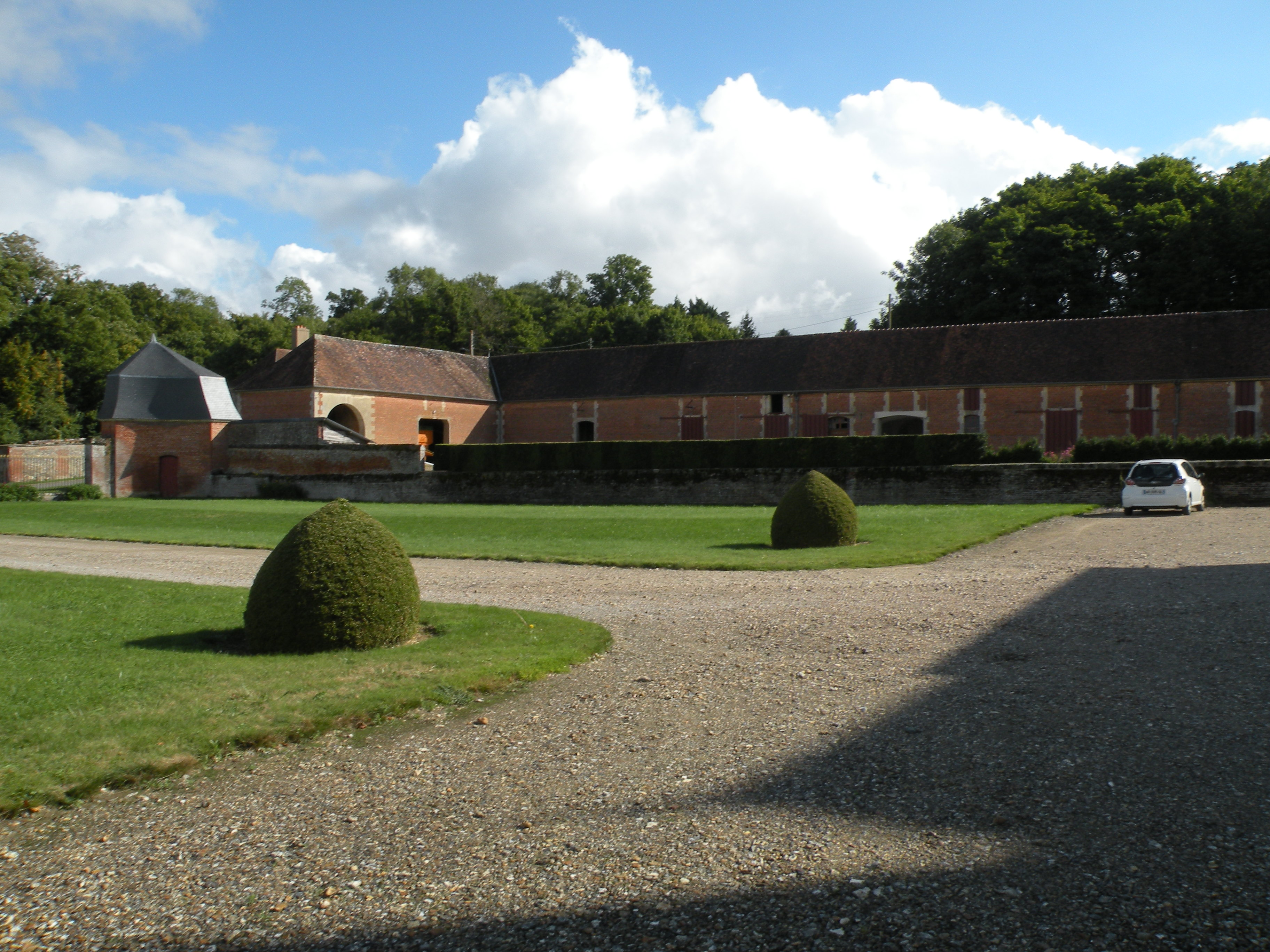
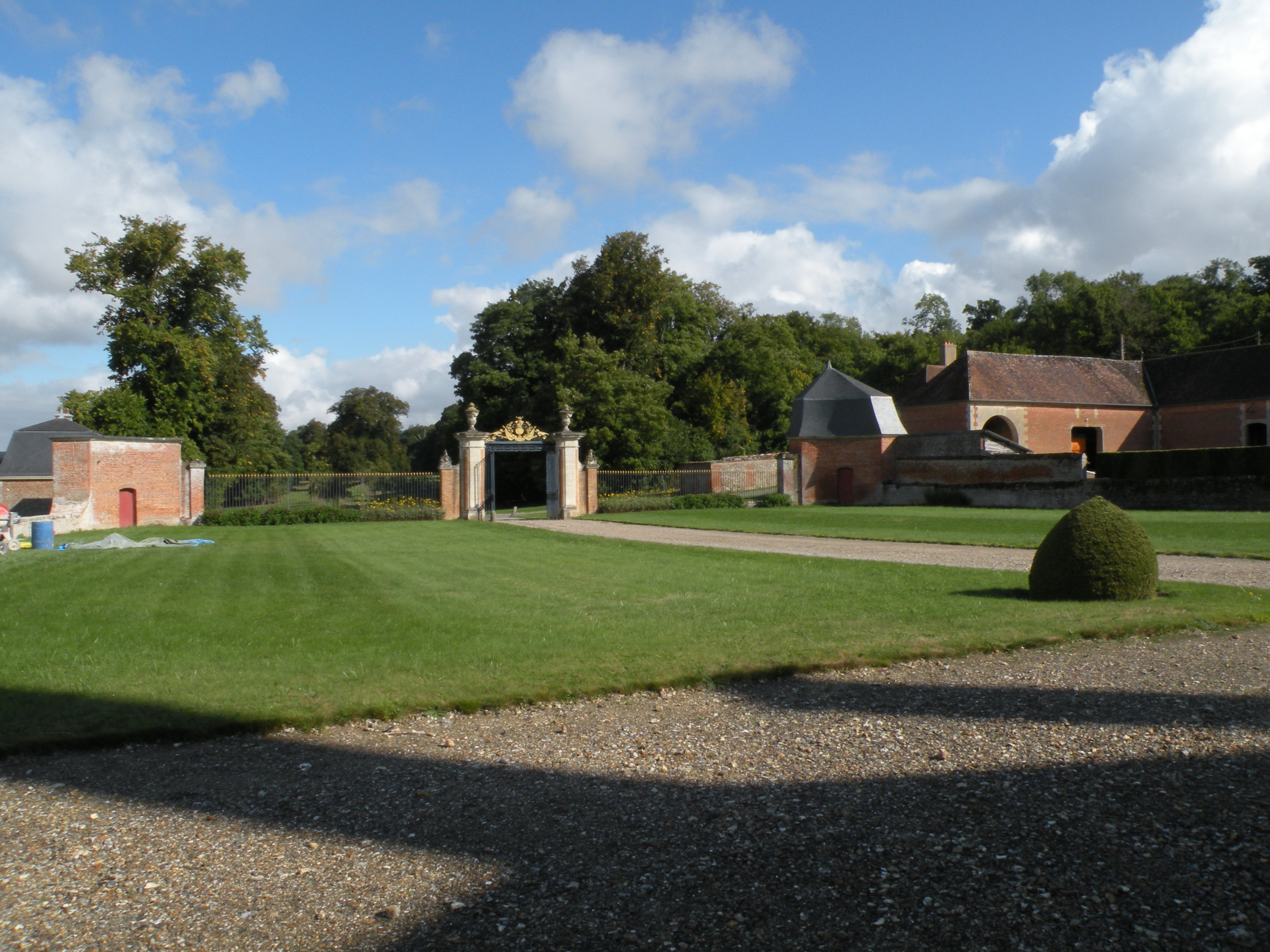